# Szuahéli nyelv
A szuahéli Kelet-Afrikában beszélt nyelv (Kenya, Tanzánia, Uganda), a bantu nyelvekhez tartozik, eredetileg a szuahélik nyelve. Anyanyelvi beszélőinek száma néhány millió, közvetítő nyelvként viszont több mint 130 millióan használják.
A szuahéli agglutináló típusú nyelv, ugyanakkor a toldalékokat a szó elejére illeszti. Néhány idegen eredetű szóban megfigyelhető a flexió is.
Jellegzetes bantu sajátosság a névszóosztályok megléte (emberek osztálya, fák osztálya stb.) amelyeknek meghatározott előtagjaik vannak, amelyek végső soron nyelvtani nemként viselkednek, mivel grammatikai szerepük van. A szuahéliben nyolc névszóosztály van.
A szuahéliben viszont nincs meg a bantu nyelvekre jellemző tonalitás.

## Hangrendszer
Az ábécé: A, B, Ch, D, E, F, G, H, I, J, K, L, M, N, O, P, R, S, T, U, V, W, Y, Z.
A szuahéli nyelv ábécéje igen egyszerű, a betűk hangértéke nagyrészt egyezik a magyarral, annyi különbséggel, hogy a ch cs-nek, a j dzs-nek, az s pedig sz-nek ejtendő.
Több hang van a szuahéliben, mint ahány betű az ábécében. Ebből következik, hogy a hiányzó hangok egy részét kettős betűkkel írjuk, illetve hogy bizonyos betűk több hangot is jelölnek. A problémás betűk és betűkapcsolatok a következők:
ch	[t͡ʃ]	kissé hangsúlyosabb a magyar ’cs’ hangnál (chachu [t͡ʃat͡ʃu] = élesztő, kovász)
dh	[ð] zöngés hang, úgy ejtendő, mint az angolban (például this) (fedha [feða] = ezüst, pénz; dhoruba [ðoruba] = vihar, zivatar)
gh	[ɣ]	a magyar ’g’ hangnál erőteljesebb (lugha [luɣa] = beszélt nyelv)
j	[d͡ʒ]	a partvidéken magyar ’dzs’, a szárazföld belseje felé ’gy’ és ’j’ hangzású (Jina lako nani? [d͡ʒina lako nani] = Mi a neved?)
ng’	[ŋ]	ejtése mint az angolban, általában szókezdő helyzetben szerepel (ng'ombe [ŋombe] = szarvasmarha)
ny	[ɲ]	megfelel a magyar ’ny’ hangnak (nyuki [ɲuki] = háziméh)
s	[s]	megfelel a magyar ’sz’ hangnak (szimba [simba] = oroszlán)
sh	[ʃ]	nagyjából a magyar ’s’ hangnak felel meg (maisha [maiʃa] = élet)
th	[θ]	zöngétlen hang, úgy ejtendő mint az angolban (például bathroom) (theluji [θelud͡ʒi] = hó)
w	[w]	félmagánhangzó, ejtése mint az angolban (a magyar ’u’-hoz áll közel) (wimbo [wimbo] = dal, ének)
y	[j]	félmagánhangzó, ejtése mint az angolban (a magyar ’j’-hez áll közel) (yai [jai] = tojás)
A szuahéliben a k, p és t hangoknak van hehezett variánsa is, azonban ezeket nem jelölik külön írásban. Tehát a k betű jelölhet [k] és [kʰ] hangot is stb. Viszont fontos a helyes ejtés, ugyanis néha jelentésmegkülönböztető szerepe van, például tembo 1. [tembo] = pálmabor, 2. [tʰembo] = elefánt!
A hangsúly általában az utolsó előtti szótagra esik.

## A szuahéli ige ragozása

### A szám és személy kifejezése
A szuahéli nyelv teljes értékű személyes névmásai az alábbiak:
mimi	 én		 sisi	 mi
wewe	 te		 nyinyi	 ti
yeye	 ő		 wao	 ők
Azonban ezeket a ragozott igealakokban személyragok helyettesítik:
ni-	 (én …k)		 tu- (mi …unk)
u-	 (te …sz)		 m- (ti …tok)
a-	 (ő …)		 wa- (ők …nak)

### A főnévi igenév
A főnévi igenevek előtoldaléka: ku-. Néhány esetben, magánhangzó előtt, de nem szabályszerűen kw-. Az igék szótári alakja általában az igető.
-fanya kufanya	tenni, csinálni
-sema kusema	mondani, szólni
-enda kwenda	menni, haladni
Vannak olyan igék a szuahéli nyelvben, amelyek ragozáskor felveszik a főnévi igenév előtoldalékát, ilyen például az előbb említett -enda ige is.

### A jelen idő
A jelen idő toldaléka -na-, és jelentése nagyjából azonos az angol folyamatban lévő jelen idejével.
ninajenga nyumba		házat építek
anakwenda mjini		ő a városba megy
Toldalékoláskor a jelen időt kifejező -na- morféma összeolvadhat a személyragokkal:
na-	(én most …k)		twa- (mi most …unk)
wa-	(te most …sz)		mwa- (ti most …tok)
a-	(ő most …)		wa- (ők most …nak)

### A múlt idők
A szuahéliben háromféle egyszerű múlt idő van:
1/ folyamatos múlt idő: -li-
nilikuwa nyumbani otthon voltam
2/ határozottan befejezett múlt idő: -me-
amefika ő megérkezett
3/ ritka, főleg a népköltészetben használt, kb. elbeszélő múlt: -ka-
sungura akasema és akkor a nyúl azt mondá
Amennyiben két cselekvés közvetlenül egymás után játszódik le, akkor az első ige -li-, a második pedig -ka- toldalékot kap:
alifika akaingia nyumbani	megérkezett és belépett a házba
Léteznek a szuahéliben a 'kuwa' létigével képezett összetett igealakok is:
nilikuwa nikitembea amikor sétáltam volt

### A jövő idő
A jövő időt a -ta- toldalékkal fejezzük ki:
nitarudi kesho holnap visszajövök

### A feltételes mód
A szuahéliben a feltételes módot háromféleképpen fejezzük ki:
1/	ha a cselekvés, történés lehetetlen, hiányoznak a feltételei, akkor a -ngali- toldalék használandó
ningalikwenda nyumbani hazamennék (de nem lehet)
nilikuwa ningalikwenda nyumbani hazamentem volna
ningalisema megmondanám (ha tudnám)
2/	a lehetséges vagy valószínű cselekvés, történés, valamint az óhajtó mód kifejezésére a -nge- morfémát kell használni
ningeweza kufanya kazi tudnék dolgozni (ha kapnék munkát)
ningetaka kununua kitabu hiki	szeretném megvenni ezt a könyvet
ningetaka kuandika barua szeretnék levelet írni
3/	ha egy meghatározott, lehetséges feltételhez kötjük a cselekvést, történést, akkor a legtöbbször a jövőre utaló -ki- toldalékot használjuk:
ukimaliza kujenga nyumba yako, nitakutembelea ha majd fölépíted a házad, akkor meglátogatlak

### A felszólító mód
Egyes szám második személyben az igető a végmagánhangzóját -e–re változtatja, míg többes szám második személyben a végződés -eni.
ende menj, eredj	
twendeni gyerünk
endeni menjetek, eredjetek	
nipe	 add ide, add nekem
A közvetett utasítást kifejező első és harmadik személyű igealakok rendszerint szintén 
-e–re változtatják a tőmagánhangzót (ez az arab eredetű -i–re végződő igealakokban ritka):
anataka niende (ő) azt akarja, hogy (én) menjek
anataka unipige (ő) azt akarja, hogy (te) engem megüss
Ez utóbbi igealakban tárgyi egyeztető morféma (-ni-) szerepelt, ami a cselekvés célirányosságára utalt.

### Tárgyas igeragozás
Az, hogy a szuahéli mondatnak tárgya van, az igealakban jut kifejezésre. Ez tulajdonképpen megfelel a magyar tárgyas igeragozásnak. A toldalékok nagy részben megegyeznek az igei személyragokkal, csak egyes szám második és harmadik személyben van eltérés:
-ni- (engem) -tu- (minket)
-ku- (téged) -m- (titeket)
-m- (őt) -wa- (őket)
nimekuambia (meg)mondtam neked
umenitembelea meglátogattál (engem)
tunawatafuta mi keressük őket
Nem közvetlenül tárgyi vonatkozású tranzitív igék esetében dativusi szerepkörben is megjelenhetnek ezek a toldalékok (wakamsema – megmondták neki).

## Számok
0 – Sufuri

1 – Moja

2 – Mbili

3 – Tatu

4 – Nne

5 – Tano

6 – Sita

7 – Saba

8 – Nane

9 – Tisa

10 – Kumi

11 – Kumi na moja

20 – Ishirini

30 – Thelathini

40 – Arobaini

50 – Hamsini

60 – Sitini

70 – Sabini

80 – Themanini

90 – Tisini

100 – Mia

101 – Mia na moja

200 – Mia mbili

1000 – Elfu moja

## Szószedet
Az alábbiakban a szócikkben szereplő szavakat soroljuk fel a szócikkben való előfordulásuk sorrendjében.
-chache kevés
-chura béka
-anguka esik, hull
-fanya	tenni, csinálni, dolgozni
-sema	mondani, szólni
-enda	menni, haladni
-jenga	építeni
nyumba (nyumbani)	ház (otthon, a házba, a házban)
mji (mjini)	város (a városba, a városban)
-wa	lenni
-fika	érkezni, jönni
sungura	nyúl
-ingia	belépni
-tembea	sétálni, kószálni, vándorolni
-rudi	visszajönni, visszatérni
kesho	holnap
-weza	képesnek lenni vmire, -hat, -het
kazi	művészet (szalagos hanghordozó)
-taka	akarni, szeretni, kívánni
-nunua	vásárolni, venni
kitabu	könyv
hiki	(egy közelre mutató névmás: „ez”)
-andika	írni
barua	levél, dokumentum, üzenet
-maliza	elkészíteni, befejezni
yako	(egy birtokos névmás: „te …d”)
-tembelea	meglátogatni
-pa	adni
-piga	ütni, verni, lőni, csapni
-ambia	tájékoztatni, értesíteni, tudósítani
-tafuta	keresni